# I liga paragwajska w piłce nożnej (1924)
Mistrzem Paragwaju został klub Club Nacional, natomiast wicemistrzem Paragwaju został klub Club Libertad.
Mistrzostwa rozegrano systemem każdy z każdym po jednym meczu (bez rewanżów). Najlepszy w tabeli klub został mistrzem Paragwaju.
Z ligi spadł klub Sastre Sport Asunción, a na jego miejsce awansował klub Sportivo Luqueño.

## Primera División

### Kolejka 1
| Data            | Mecz                                           |
| --------------- | ---------------------------------------------- |
| 22 czerwca 1924 | General Caballero Asunción - Club Nacional 0:2 |

### Kolejka 2
| Data            | Mecz                                      |
| --------------- | ----------------------------------------- |
| 29 czerwca 1924 | Club Nacional - Club Presidente Hayes 2:1 |

### Kolejka 3
| Data          | Mecz                             |
| ------------- | -------------------------------- |
| 13 lipca 1924 | Club Guaraní - Club Nacional 0:1 |

### Kolejka 4
| Data          | Mecz                                    |
| ------------- | --------------------------------------- |
| 20 lipca 1924 | Club Nacional - Club Sol de América 2:0 |

### Kolejka 5
| Data          | Mecz                                 |
| ------------- | ------------------------------------ |
| 27 lipca 1924 | Club Nacional - Club River Plate 3:1 |

### Kolejka 6
| Data            | Mecz                                      |
| --------------- | ----------------------------------------- |
| 3 sierpnia 1924 | Sastre Sport Asunción - Club Nacional 1:5 |

### Kolejka 7
| Data             | Mecz                             |
| ---------------- | -------------------------------- |
| 10 sierpnia 1924 | Atlántida SC - Club Nacional 0:3 |

### Kolejka 8
| Data             | Mecz                             |
| ---------------- | -------------------------------- |
| 31 sierpnia 1924 | Club Nacional - Club Olimpia 4:2 |

### Kolejka 9
| Data            | Mecz                                    |
| --------------- | --------------------------------------- |
| 7 września 1924 | klub Club Nacional w 9 kolejce pauzował |

### Kolejka 10
| Data             | Mecz                              |
| ---------------- | --------------------------------- |
| 14 września 1924 | Club Nacional - Cerro Porteño 3:0 |

### Kolejka 11
| Data                           | Mecz                              |
| ------------------------------ | --------------------------------- |
| 28 grudnia 1924 lub 26 grudnia | Club Libertad - Club Nacional 3:1 |

### Tabela końcowa sezonu 1924
Liczba punktów większości klubów poza mistrzem nie jest pewna - punkty zdobyte według innej wersji podano w nawiasach.
| Poz | Klub                       | Mecze | Zw | Rem | Por | Pkt    | BrZd | BrStr |
| --- | -------------------------- | ----- | -- | --- | --- | ------ | ---- | ----- |
| 1   | Club Nacional              | 10    | 9  | 0   | 1   | 18     | 26   | 8     |
| 2   | Club Libertad              | ?     | ?  | ?   | ?   | 16(14) | ?    | ?     |
| 3   | Club Olimpia               | ?     | ?  | ?   | ?   | 12(11) | ?    | ?     |
| 4   | Club River Plate           | ?     | ?  | ?   | ?   | 11(8)  | ?    | ?     |
| 5   | Club Guaraní               | ?     | ?  | ?   | ?   | 11(10) | ?    | ?     |
| 6   | Club Sol de América        | ?     | ?  | ?   | ?   | 9(7)   | ?    | ?     |
| 7   | Club Presidente Hayes      | ?     | ?  | ?   | ?   | 9(6)   | ?    | ?     |
| 8   | Cerro Porteño              | ?     | ?  | ?   | ?   | 8      | ?    | ?     |
| 9   | Atlántida SC               | ?     | ?  | ?   | ?   | 7      | ?    | ?     |
| 10  | General Caballero Asunción | ?     | ?  | ?   | ?   | 6(4)   | ?    | ?     |
| 11  | Sastre Sport Asunción      | ?     | ?  | ?   | ?   | 3(5)   | ?    | ?     |